# Segunda División de España 1977-78
La temporada 1977–78 de la Segunda División de España de fútbol corresponde a la 47.ª edición del campeonato y se disputó entre el 4 de septiembre de 1977 y el 14 de mayo de 1978.
El campeón de Segunda División fue el Real Zaragoza CD.

## Sistema de competición
La Segunda División de España 1977/78 fue organizada por la Federación Española de Fútbol (RFEF).
El campeonato contó con la participación de 20 clubes y se disputó siguiendo un sistema de liga, de modo que todos los equipos se enfrentaron entre sí, todos contra todos en dos ocasiones -una en campo propio y otra en campo contrario- sumando un total de 38 jornadas. El orden de los encuentros se decidió por sorteo antes de empezar la competición.
Los tres primeros clasificados ascendieron directamente a Primera División, y los cuatro últimos clasificados descendieron directamente a Segunda División B.

## Clubes participantes
| Datos de ascensos y descensos con respecto a la temporada anterior |
| --- |
| Real Zaragoza CD, RC Celta de Vigo y CD Málaga descienden de Primera División. Sporting de Gijón, Cádiz CF y AD Rayo Vallecano ascienden a Primera División. Pontevedra CF, Levante UD, CD San Andrés y Barcelona Atlético descienden a Segunda División B. Baracaldo CF, Real Murcia, Atlético Osasuna y CE Sabadell FC ascienden a Segunda División. |

| Equipo                                | Ciudad                 | Estadio                   |
| ------------------------------------- | ---------------------- | ------------------------- |
| Baracaldo Club de Fútbol              | Baracaldo              | Lasesarre                 |
| Club de Fútbol Calvo Sotelo           | Puertollano            | Calvo Sotelo              |
| Club Deportivo Castellón              | Castellón de la Plana  | Castalia                  |
| Real Club Celta de Vigo               | Vigo                   | Balaídos                  |
| Córdoba Club de Fútbol                | Córdoba                | El Arcángel               |
| Deportivo Alavés                      | Vitoria                | Mendizorroza              |
| Real Club Deportivo de La Coruña      | La Coruña              | Riazor                    |
| Club Getafe Deportivo                 | Getafe                 | Las Margaritas            |
| Granada Club de Fútbol                | Granada                | Los Cármenes              |
| Real Jaén Club de Fútbol              | Jaén                   | La Victoria               |
| Club Deportivo Málaga                 | Málaga                 | La Rosaleda               |
| Club Real Murcia                      | Murcia                 | La Condomina              |
| Club Atlético Osasuna                 | Pamplona               | El Sadar                  |
| Real Oviedo Club de Fútbol            | Oviedo                 | Carlos Tartiere           |
| Real Club Recreativo de Huelva        | Huelva                 | Municipal                 |
| Centre d'Esports Sabadell Futbol Club | Sabadell               | Nova Creu Alta            |
| Tarrasa Club de Fútbol                | Tarrasa                | Municipal                 |
| Club Deportivo Tenerife               | Santa Cruz de Tenerife | Heliodoro Rodríguez López |
| Real Valladolid Deportivo             | Valladolid             | José Zorrilla             |
| Real Zaragoza Club Deportivo          | Zaragoza               | La Romareda               |

## Clasificación y resultados

### Clasificación
| Pos. | Equipo                         | Pts. | PJ | G  | E  | P  | GF | GC | Dif. | Clasificación                 |
| ---- | ------------------------------ | ---- | -- | -- | -- | -- | -- | -- | ---- | ----------------------------- |
| 1    | Real Zaragoza C. D. (C, A)     | 50   | 38 | 20 | 10 | 8  | 68 | 46 | +22  | Ascenso a Primera División    |
| 2    | R. C. Recreativo de Huelva (A) | 46   | 38 | 18 | 10 | 10 | 51 | 33 | +18  | Ascenso a Primera División    |
| 3    | R. C. Celta de Vigo (A)        | 46   | 38 | 15 | 16 | 7  | 51 | 31 | +20  | Ascenso a Primera División    |
| 4    | Baracaldo C. F.                | 44   | 38 | 17 | 10 | 11 | 53 | 51 | +2   |                               |
| 5    | Real Murcia C. F.              | 40   | 38 | 16 | 8  | 14 | 58 | 55 | +3   |                               |
| 6    | C. D. Sabadell C. F.           | 40   | 38 | 16 | 8  | 14 | 46 | 50 | −4   |                               |
| 7    | Real Valladolid                | 39   | 38 | 14 | 11 | 13 | 44 | 48 | −4   |                               |
| 8    | R. C. Deportivo La Coruña      | 39   | 38 | 13 | 13 | 12 | 63 | 47 | +16  |                               |
| 9    | Granada C. F.                  | 38   | 38 | 15 | 8  | 15 | 46 | 44 | +2   |                               |
| 10   | C. A. Osasuna                  | 38   | 38 | 14 | 10 | 14 | 53 | 47 | +6   |                               |
| 11   | Deportivo Alavés               | 38   | 38 | 11 | 16 | 11 | 47 | 40 | +7   |                               |
| 12   | Tarrasa C. F.                  | 37   | 38 | 13 | 11 | 14 | 46 | 52 | −6   |                               |
| 13   | C. D. Málaga                   | 37   | 38 | 13 | 11 | 14 | 41 | 42 | −1   |                               |
| 14   | C. D. Castellón                | 35   | 38 | 10 | 15 | 13 | 34 | 37 | −3   |                               |
| 15   | Real Jaén C. F.                | 35   | 38 | 9  | 17 | 12 | 38 | 42 | −4   |                               |
| 16   | Getafe Deportivo               | 35   | 38 | 12 | 11 | 15 | 32 | 44 | −12  |                               |
| 17   | Oviedo C. F. (D)               | 35   | 38 | 12 | 11 | 15 | 40 | 42 | −2   | Descenso a Segunda División B |
| 18   | Córdoba C. F. (D)              | 32   | 38 | 8  | 16 | 14 | 37 | 46 | −9   | Descenso a Segunda División B |
| 19   | C. D. Tenerife (D)             | 31   | 38 | 11 | 9  | 18 | 34 | 52 | −18  | Descenso a Segunda División B |
| 20   | C. F. Calvo Sotelo (D)         | 25   | 38 | 8  | 9  | 21 | 43 | 76 | −33  | Descenso a Segunda División B |

 Fuente: BDFútbol
Criterios de clasificación: Puntos · Enfrentamientos directos · Diferencia de goles · Goles a favor · Play-off

### Resultados
| Local \ Visitante          | ALV | BAR | CAL | CAS | CEL | COR | DEP | GET | GRA | JAE | MAL | MUR | OSA | OVI | REC | SAB | TAR | TEN | VLD | ZAR |
| -------------------------- | --- | --- | --- | --- | --- | --- | --- | --- | --- | --- | --- | --- | --- | --- | --- | --- | --- | --- | --- | --- |
| Deportivo Alavés           | —   | 0–2 | 4–0 | 1–0 | 1–1 | 1–0 | 1–1 | 1–1 | 0–0 | 3–1 | 2–0 | 4–0 | 0–0 | 3–0 | 1–0 | 0–0 | 3–0 | 3–1 | 3–0 | 2–2 |
| Baracaldo C. F.            | 2–1 | —   | 4–2 | 2–0 | 2–1 | 1–0 | 2–1 | 0–0 | 2–1 | 1–1 | 2–1 | 2–0 | 3–1 | 1–0 | 3–0 | 2–1 | 1–0 | 2–0 | 2–3 | 0–0 |
| C. F. Calvo Sotelo         | 4–2 | 3–3 | —   | 0–2 | 0–0 | 1–1 | 2–1 | 2–0 | 3–1 | 2–1 | 2–4 | 3–2 | 2–1 | 1–2 | 3–1 | 1–2 | 1–1 | 1–1 | 0–0 | 1–2 |
| C. D. Castellón            | 0–0 | 3–2 | 1–0 | —   | 1–2 | 2–0 | 0–0 | 0–0 | 0–0 | 1–0 | 1–1 | 1–1 | 1–0 | 3–0 | 0–0 | 2–0 | 0–0 | 3–1 | 0–0 | 2–2 |
| R. C. Celta de Vigo        | 4–1 | 1–1 | 3–1 | 1–0 | —   | 0–0 | 1–0 | 2–0 | 2–0 | 0–0 | 3–0 | 0–2 | 1–1 | 3–0 | 1–1 | 1–0 | 4–0 | 2–0 | 2–0 | 0–0 |
| Córdoba C. F.              | 1–0 | 0–0 | 5–0 | 3–2 | 1–1 | —   | 1–1 | 2–2 | 1–1 | 0–0 | 0–1 | 2–1 | 0–0 | 0–0 | 0–1 | 1–1 | 3–0 | 2–0 | 2–1 | 2–1 |
| R. C. Deportivo La Coruña  | 1–1 | 1–1 | 5–1 | 3–1 | 1–2 | 6–1 | —   | 2–0 | 3–1 | 1–1 | 2–0 | 5–1 | 1–0 | 2–0 | 2–0 | 3–1 | 1–3 | 2–2 | 1–1 | 1–1 |
| Getafe Deportivo           | 1–1 | 2–0 | 2–0 | 0–1 | 0–0 | 0–0 | 2–0 | —   | 0–4 | 1–0 | 1–0 | 4–0 | 1–0 | 2–1 | 1–1 | 2–1 | 2–2 | 0–1 | 1–0 | 1–1 |
| Granada C. F.              | 2–0 | 1–0 | 2–0 | 1–0 | 1–1 | 2–1 | 2–1 | 0–1 | —   | 1–1 | 1–0 | 2–1 | 2–0 | 3–2 | 2–1 | 1–1 | 3–0 | 1–0 | 4–1 | 1–3 |
| Real Jaén C. F.            | 2–2 | 4–0 | 1–0 | 2–0 | 2–2 | 1–1 | 2–2 | 2–0 | 1–0 | —   | 2–1 | 0–0 | 0–0 | 2–1 | 1–2 | 2–1 | 1–1 | 0–1 | 0–0 | 1–1 |
| C. D. Málaga               | 1–1 | 1–1 | 5–0 | 0–0 | 2–1 | 3–1 | 0–0 | 2–0 | 2–2 | 1–1 | —   | 2–0 | 1–1 | 2–0 | 1–0 | 0–1 | 2–0 | 1–0 | 0–0 | 3–0 |
| Real Murcia C. F.          | 0–0 | 3–1 | 1–1 | 2–1 | 1–1 | 2–0 | 2–1 | 1–0 | 0–0 | 2–1 | 4–0 | —   | 5–1 | 1–2 | 1–1 | 2–1 | 1–0 | 6–0 | 3–1 | 4–2 |
| C. A. Osasuna              | 2–2 | 6–2 | 2–0 | 3–0 | 1–0 | 3–0 | 1–2 | 3–2 | 3–2 | 4–0 | 2–1 | 3–0 | —   | 1–1 | 1–1 | 2–1 | 0–0 | 3–0 | 3–2 | 3–1 |
| Oviedo C. F.               | 1–0 | 1–2 | 1–1 | 1–1 | 0–0 | 3–1 | 1–1 | 5–0 | 1–0 | 0–0 | 1–0 | 0–1 | 3–0 | —   | 0–2 | 0–3 | 3–0 | 1–0 | 3–0 | 3–0 |
| R. C. Recreativo de Huelva | 2–0 | 1–1 | 0–0 | 2–0 | 3–2 | 1–0 | 4–1 | 3–1 | 2–1 | 2–0 | 1–1 | 3–1 | 3–1 | 1–1 | —   | 1–0 | 2–0 | 4–0 | 2–0 | 2–0 |
| C. D. Sabadell C. F.       | 2–2 | 2–1 | 3–2 | 2–1 | 2–1 | 1–0 | 4–3 | 1–0 | 1–0 | 2–1 | 0–1 | 1–1 | 0–0 | 0–0 | 1–0 | —   | 4–3 | 0–0 | 4–3 | 1–0 |
| Tarrasa C. F.              | 2–0 | 2–1 | 3–0 | 1–1 | 2–2 | 2–1 | 0–0 | 3–1 | 2–0 | 1–1 | 3–0 | 4–2 | 1–0 | 0–0 | 1–1 | 2–0 | —   | 2–1 | 3–1 | 1–2 |
| C. D. Tenerife             | 1–1 | 0–0 | 2–0 | 0–0 | 1–2 | 0–0 | 0–4 | 0–1 | 2–0 | 1–2 | 3–0 | 1–2 | 4–1 | 2–0 | 2–1 | 1–0 | 2–0 | —   | 2–0 | 1–1 |
| Real Valladolid            | 2–0 | 3–1 | 3–2 | 1–1 | 1–1 | 2–2 | 2–1 | 2–0 | 3–0 | 1–0 | 0–0 | 2–1 | 1–0 | 0–0 | 1–0 | 2–0 | 1–0 | 0–0 | —   | 4–1 |
| Real Zaragoza C. D.        | 1–0 | 4–0 | 2–1 | 3–2 | 2–0 | 2–2 | 2–0 | 0–0 | 2–1 | 3–1 | 3–1 | 2–1 | 1–0 | 3–2 | 2–0 | 5–0 | 4–1 | 4–1 | 3–0 | —   |

## Resumen
Campeón de Segunda División:
| - Real Zaragoza Club Deportivo |

Ascienden a Primera División:
| - Real Zaragoza Club Deportivo | - Real Club Recreativo de Huelva | - Real Club Celta de Vigo |

Descienden a Segunda División B: 
| - Real Oviedo Club de Fútbol | - Córdoba Club de Fútbol | - Club Deportivo Tenerife | - Club de Fútbol Calvo Sotelo |